# 利馬切

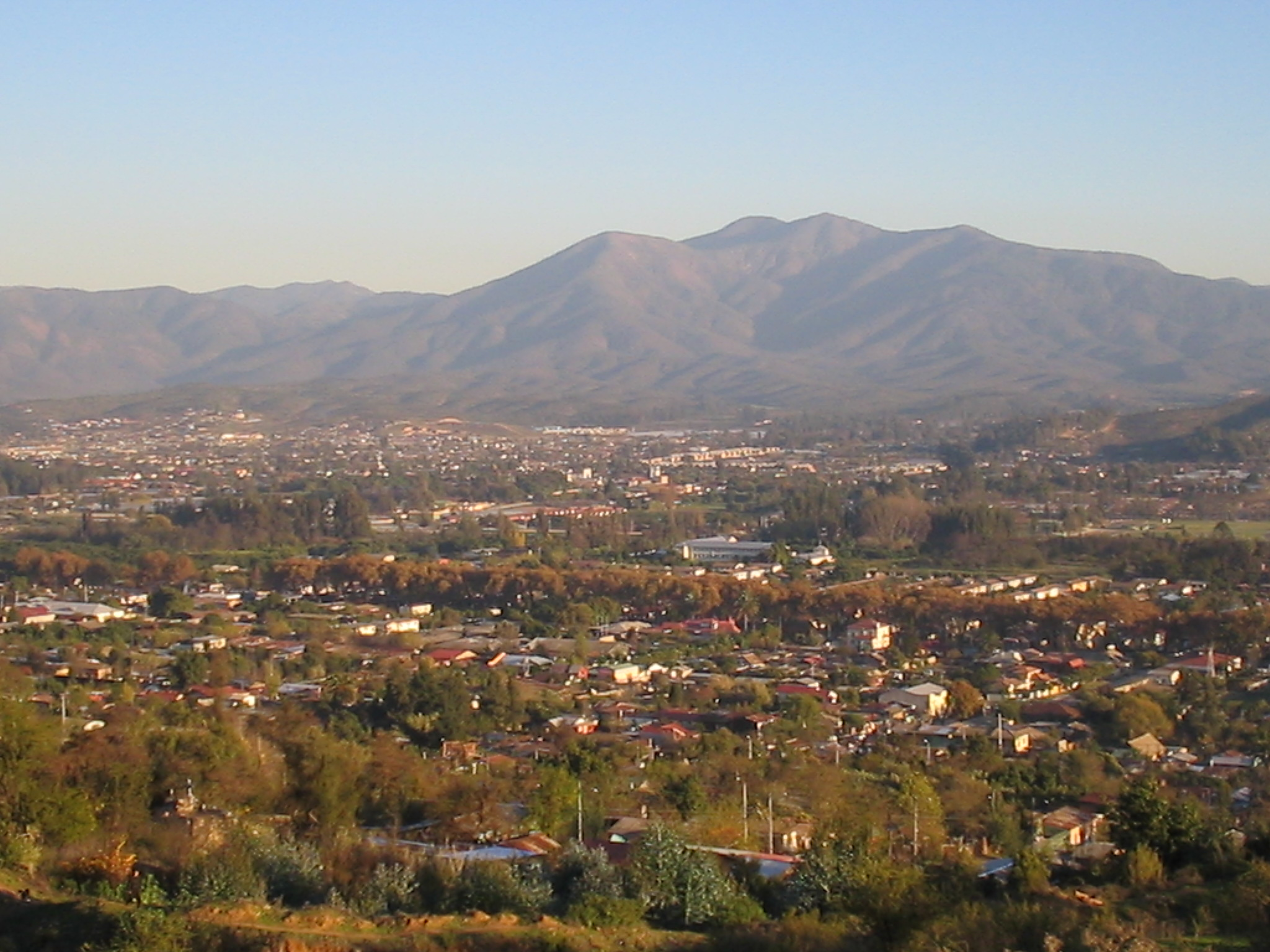

利馬切是智利的城鎮，位於該國中部，由瓦爾帕萊索大區的馬爾加馬爾加省負責管轄，面積294平方公里，海拔高度377米，每年平均降雨量毫米，2002年人口39,219，人口密度每平方公里133.4人。